# Encalypta mutica
Encalypta mutica là một loài rêu trong họ Encalyptaceae. Loài này được I. Hagen mô tả khoa học đầu tiên năm 1899.